# 马腾骧
马腾骧（1926年—2019年3月28日），男，辽宁辽阳人，中国泌尿外科专家，曾任天津医科大学教授、博士生导师。